# Joshua Boger

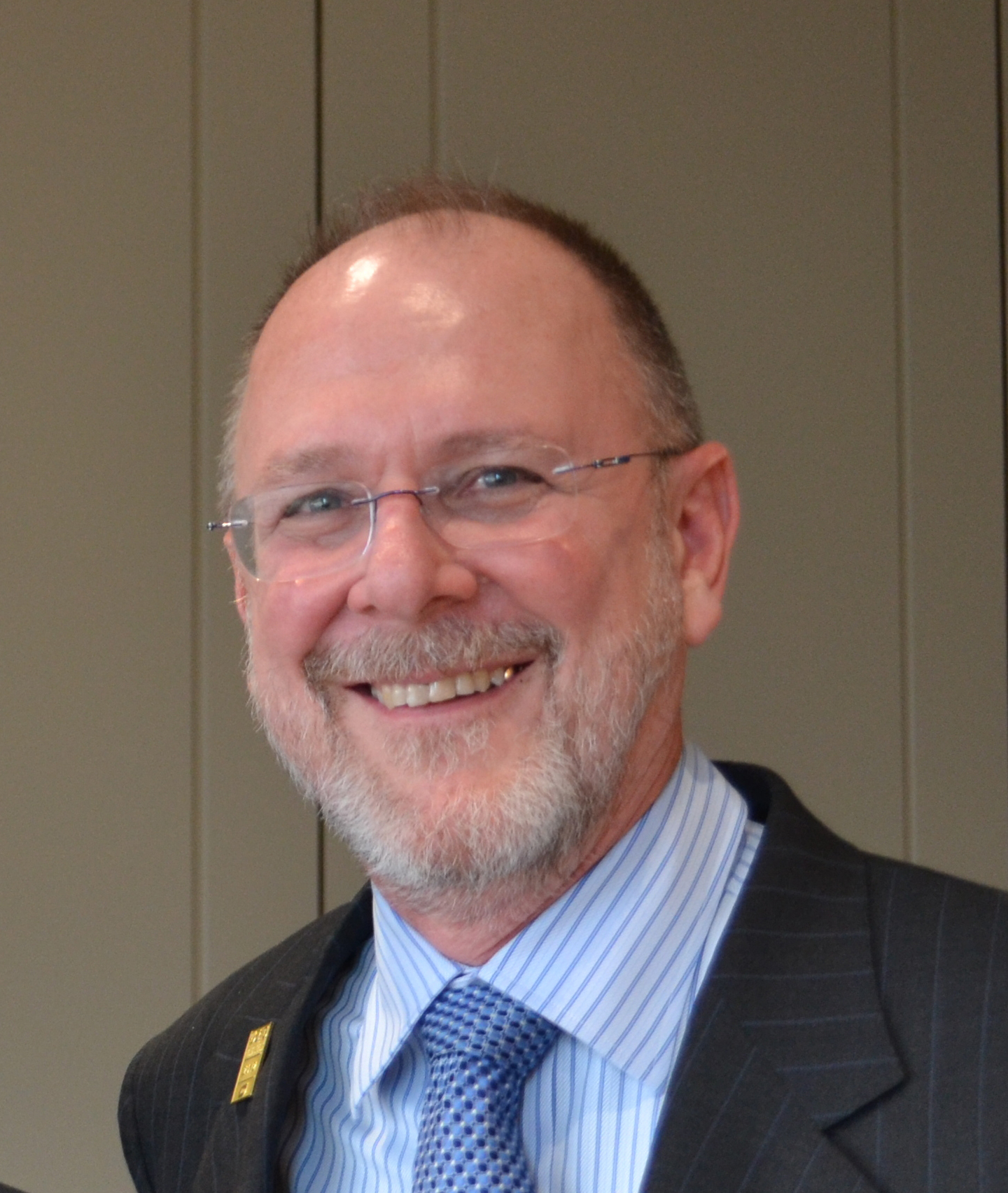
Joshua Boger (2012)

Joshua S. Boger (* 12. April 1951 in Concord, North Carolina) ist ein US-amerikanischer Chemiker und Unternehmer, der Gründer von Vertex Pharmaceuticals.
Joshua Boger studierte ab 1970 an der Wesleyan University mit dem Bachelor-Abschluss in Chemie 1973 (wobei er gleichzeitig mehrere Preise als Student erhielt) und an der Harvard University mit dem Master-Abschluss 1975 sowie der Promotion bei Jeremy R. Knowles 1979. Als Postdoktorand war er bei Jean-Marie Lehn an der Universität Straßburg. Ab 1978 war er Forschungschemiker bei Merck Sharp & Dohne auf Empfehlung von Max Tishler, bei dem er schon an der Wesleyan University studiert hatte.
Bei Merck wurde er ein Experte für rationales Wirkstoffdesign, basierend auf der Computer-Modellierung der chemischen Struktur. Zunächst arbeitete er über Blutdrucksenker (Renin-Inhibitor). 1987 wurde er Senior Director für grundlegende Chemie bei MSD. 1989 gründete er Vertex Pharmaceuticals Inc., war deren Präsident, CEO und Aufsichtsratsvorstand. Zu den dort entwickelten Medikamenten gehört Amprenavir (mit GlaxoSmithKline), ein HIV Protease-Inhibitor und 1999 von der FDA als Medikament zugelassen, Telaprevir (ein Protease-Inhibitor der als Medikament bei Hepatitis C eingesetzt wird und 2011 von der FDA zugelassen wurde) und Kalydeco (2012), ein Medikament gegen Zystische Fibrose. Die Anfänge des Medikaments wurden von Aurora Biosciences in San Diego entwickelt, die einen Vertrag mit der gemeinnützigen Cystic Fibrosis Foundation hatten. Vertex kaufte die Firma 2001 und entwickelte das Medikament zur Marktreife.
2009 trat er bei Vertex als CEO zurück, blieb aber bis 2017 im Aufsichtsrat. 2012 wurde er CEO von Alkeus Pharmaceuticals, die Medikamente gegen Morbus Stargardt entwickelt.
Von ihm stammen über 50 wissenschaftliche Veröffentlichungen und er hält 31 Patente (Stand 2016).
Er ist im Board of Fellows der Harvard Medical School, im Board of Trustees der Wesleyan University (der er rund 20 Millionen Dollar stiftete) und war Vizevorsitzender des Boston Museum of Science. 2018 erhielt er die Othmer-Goldmedaille, 2011 den Biotechnology Heritage Award und wurde 2009 in die Biotech Hall of Fame aufgenommen. Er war Gründungsdirektor des 2002 gegründeten Network for Excellence in Health Innovation (NEHI, früher New England Healthcare Institute).
Sein Hobby ist Unterwasserfotografie. Er ist mit der Kinderärztin Amy Boger verheiratet, die auch Keramikkünstlerin ist.